# Códigos en línea

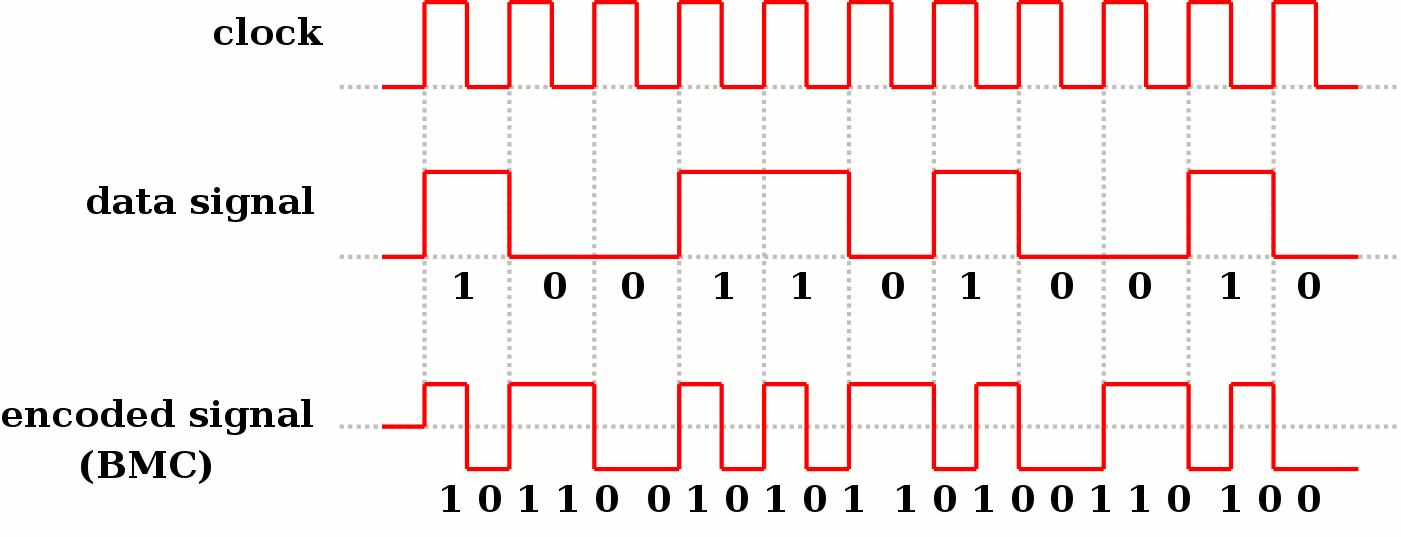
Ejemplo de código BMC.

En telecomunicaciones, un código en línea o código de línea (modulación en banda base) es un código utilizado en un sistema de comunicación para propósitos de transmisión.
Los códigos de línea son frecuentemente usados para el transporte digital de datos. Estos códigos consisten en representar la señal digital transportada respecto a su amplitud respecto al tiempo. La señal está perfectamente sincronizada gracias a las propiedades específicas de la capa física. La representación de la onda se suele realizar mediante un número determinado de impulsos. Estos impulsos representan los unos y los ceros digitales. Los tipos más comunes de codificación en línea son el unipolar, polar, bipolar y Manchester.
Después de la codificación en línea, la señal se manda a través de la capa física. A veces las características de dos canales aparentemente muy diferentes son lo suficientemente parecidos para que el mismo código sea usado por ellos.

## Campos de uso de códigos de línea

Ejemplo de codificación bipolar, o AMI.

La señal en línea codificada puede tener las siguientes utilidades en diversos campos:
- Puede ser puesta directamente en una transmisión de línea, en forma de variaciones de voltaje o corriente.
- Está lo bastante modulada para crear una señal de radiofrecuencia que puede ser mandada libre en el espacio
- Puede ser usada para encender y apagar una luz en redes inalámbricas ópticas, más conocidas como infrarrojos.
- Puede convertirse en campos magnéticos en un disco duro.
- Puede ser impresa para crear códigos de barras.

## Modos de eliminar la componente continua
En la transmisión de datos es conveniente que la secuencia de los símbolos transmitidos, no presente una componente continua. El código en línea más simple, el unipolar, que no tiene límites en su componente continua, da muchos errores en los sistemas. La mayoría de los códigos en línea eliminan la componente continua. Hay dos modos de eliminar la componente continua:
- Diseñar cada código transmitido de tal forma que contenga el mismo número de impulsos positivos que negativos, así se anularía la componente continua. Un ejemplo de este de códigos es el Manchester.
- Usar un código de disparidades emparejadas o código alternante. En otras palabras, un código en el que algunos o todos los dígitos o caracteres están representados por dos conjuntos de dígitos, de disparidad opuesta, que se utilizan en una secuencia de manera que se minimice la disparidad total de una larga cadena de dígitos. Ejemplos de este tipo de códigos es el código AMI, 8B10T, 4B3T, etc.

## Sincronismo de la señal

Ejemplo de código Manchester diferencial.

Código MLT-3.

Los códigos en línea deberían hacer posible que el receptor se sincronice en fase con la señal recibida. Si la sincronización no es ideal, entonces la señal decodificada no tendrá diferencias óptimas, en amplitud, entre los distintos dígitos o símbolos usados en los códigos en líneas. Esto incrementará la probabilidad de error en los datos recibidos.
Para que la recuperación del reloj sea fiable en el receptor, normalmente se impone un número máximo de ceros o unos consecutivos razonables. El periodo de reloj se recupera observando las transiciones en la secuencia recibida, hasta que el número máximo permitido de ceros o unos seguidos garantice la recuperación del reloj, mientras que las secuencias sin estas restricciones pueden empeorar la calidad del código.
También es recomendable que los códigos en línea tengan una estructura de sincronismo para que sea posible detectar errores.